# Le Ménil-Vicomte
Le Ménil-Vicomte ist eine französische Gemeinde mit 26 Einwohnern (Stand: 1. Januar 2022) im Département Orne in der Region Normandie. Sie gehört zum Kanton Rai und zum Arrondissement Mortagne-au-Perche.
Nachbargemeinden sind Coulmer im Norden, Lignères im Osten und im Süden, Ménil-Froger im Südwesten und Croisilles im Westen.

## Bevölkerungsentwicklung
| Jahr      | 1962 | 1968 | 1975 | 1982 | 1990 | 1999 | 2008 | 2015 |
| --------- | ---- | ---- | ---- | ---- | ---- | ---- | ---- | ---- |
| Einwohner | 69   | 64   | 62   | 36   | 38   | 42   | 47   | 29   |

## Sehenswürdigkeiten
- Kirche Sainte-Trinité (Heilige Dreifaltigkeit)